# 斯圖普基 (津科夫區)
50°10′10″N 34°25′30″E / 50.16944°N 34.42500°E
斯圖普基（烏克蘭語：Ступки）是烏克蘭中部的村莊，隸屬波爾塔瓦州的波爾塔瓦區。該村處於格倫河畔，分別距離普羅岑基0.5公里和馬尼利夫卡1公里，面積1.73平方公里，海拔高度109米，2001年人口235。